# 아웃브레이크 (영화)
《아웃브레이크》(영어: Outbreak)는 1995년에 개봉한 의학 재난 영화로, 가상의 에볼라-오르토믹소 바이러스 "모타바" 전염을 막기 위해 군과 민간에서 분투하는 과정을 담은 영화이다. 볼프강 페테르젠이 연출하고, 더스틴 호프먼, 러네이 루소, 모건 프리먼, 도널드 서덜랜드 등이 출연하였다.

## 줄거리
1967년 콩고 민주 공화국 모타바강 골짜기에 출혈열이 발병하였다. 미국 육군 소속 도널드와 윌리엄은 이 바이러스를 미국이 아닌 다른 나라에서 생물무기로 사용하는 일이 없도록 존재 자체를 비밀에 부치기 위해 골짜기에 폭탄을 투하하였다.
28년 후 이 바이러스 숙주인 원숭이가 태극호라는 배에 실려서 미국에 불법으로 유입되는 바람에 많은 사람들이 죽거나 다친다. 미국에는 E-1101이라는 치료제가 있었지만 제때 사용하지 않아 바이러스가 변종을 일으키면서 공기 매개 감염이 일어나걷잡을 수 없는 위기에 빠진다.

## 출연
- 더스틴 호프먼 - 샘 대니얼스 대령, 미국 육군 전염병연구소 바이러스학자 역
- 러네이 루소 - 로버타 "로비" 키오, 미국 질병통제예방센터 과학자, 샘의 전 아내 역
- 모건 프리먼 - 윌리엄 "빌리" 포드 준장 역
- 도널드 서덜랜드 - 도널드 "도니" 매클린톡 소장 역
- 케빈 스페이시 - 케이시 슐러 중령 역
- 큐바 구딩 주니어 - 솔트 소령 역
- 패트릭 뎀프시 - 제임스 "짐보" 스콧, 동물 실험 연구실 직원 역
- 제이크스 모카이 - 벤저민 이와비 의사 역
- 베니토 마티네즈 - 훌리오 루이스 박사 역
- 데일 다이 - 브리그스 중령 역
- 다이애나 벨러미 - 패너니디스 부인 역
- J. T. 월시 - 대통령 비서실장 역
- 데이비드 A. R. 화이트 - 육군 조종사 역

## 우리말 더빙

### KBS 성우진 (1998년 1월 2일)
- 배한성 - 샘(더스틴 호프먼)
- 윤소라 - 로비(러네이 루소)
- 김병관 - 빌리(모건 프리먼)
- 최병상 - 캐시(케빈 스페이시)
- 김영민 - 솔트(큐바 구딩 주니어)
- 김현직 - 소장(도널드 서덜랜드)
- 조동희
- 유지영
- 이진화
- 김순영
- 김소형
- 오인성
- 정미경

### SBS 성우진 (2008년 1월 19일)
- 배한성 - 샘(더스틴 호프먼)
- 송도영 - 로비(러네이 루소)
- 김태훈 - 빌리(모건 프리먼)
- 장광 - 캐시(케빈 스페이시)
- 김소형 - 솔트(큐바 구딩 주니어)
- 이봉준 - 소장(도널드 서덜랜드)
- 오인성 - 스콧(패트릭 뎀프시)
- 정동열 - 벤저민(제이크스 모카이)
- 정소영 - 리사(수전 리 호프먼)
- 정승욱 - 루디(대니얼 초도스) / 대통령 비서실장(J. T. 월시)
- 김호성 - 브리그스(데일 다이)
- 이상훈 - 훌리오(베니토 마티네즈)
- 이자옥 - 패너니디스(다이애나 벨러미)
- 박신희 - 스콧의 친구(켈리 오버비)